# T. Rex
T. Rex fue una banda de rock fundada en Londres en 1967 por Marc Bolan. Bajo su nombre original Tyrannosaurus Rex lanzaron cuatro álbumes de estudio, con un sonido acústico cercano al folk rock y  rock psicodélico. 
A partir del tercer álbum, Unicorn, la banda empezó a cambiar su estilo musical, añadiendo nuevos instrumentos como la guitarra eléctrica. En 1970, Bolan acortó el nombre del grupo a T. Rex y grabó piezas más accesibles. Con el álbum Electric Warrior el grupo se encuentra con un éxito sin precedentes en el Reino Unido desde los Beatles. T. Rex se convierte en la primera banda de glam rock de la historia. Los sencillos «Hot Love», «Get It On», «Telegram Sam» y «Metal Guru» alcanzaron el primer lugar en la lista UK Singles Chart. A partir de 1974, el grupo se volvió mucho menos popular, pero su música siguió evolucionando. Agregaron nuevos estilos a su sonido como soul, funk y góspel.
La banda pasó por múltiples cambios de personal, con Marc Bolan como único miembro constante, también era el único letrista y compositor del grupo. La agrupación dejó de existir en 1977 tras la muerte de su vocalista y líder Marc Bolan en un accidente automovilístico, con apenas veintinueve años. Desde entonces, el grupo ha ejercido una influencia considerable en bandas de diferentes géneros musicales durante varias décadas.

## Historia

### Inicios como Tyrannosaurus Rex (1967-1970)
Se fundó en agosto de 1967 por el guitarrista y vocalista Marc Bolan después de que abandonara su primer proyecto John's Children. Junto a él se unió el percusionista Steve Peregrin Took, cuyo nombre tomó del personaje de ficción Peregrin Tuk de la novela fantástica El Señor de los Anillos. Tras componer su propio material y actuar en distintos clubes de Londres, el dúo recibió una oportunidad del productor Tony Visconti de grabar un disco por un sello subsidiario de EMI Records, después de verlos en una presentación en el UFO Club de la capital inglesa.
A mediados de 1968 publicaron su álbum debut My People Were Fair and Had Sky in Their Hair... But Now They're Content to Wear Stars on Their Brows, que entró en el puesto 15 de la lista británica UK Albums Chart en julio del mismo año. Al mismo tiempo, lanzaron los sencillos «Debora» y «On Inch Rock» que entraron en los puestos 34 y 28 en el conteo de sencillos británico respectivamente. Debido al éxito del disco debut y de sus primeros sencillos publicaron en el mismo año el álbum Prophets, Seers & Sages: The Angels of the Ages que continuó con las letras psicodélicas, sonidos folk y la mezcla entre las guitarras acústicas de Bolan y las congas de Took, no obstante, no obtuvo el éxito esperado. Ya en 1969, el dúo publicó su tercer trabajo de estudio Unicorn, que marcó la diferencia entre el sonido más bien hippie de sus predecesores y el sonido renovado, ya que en este Bolan por primera vez incluyó guitarras eléctricas y Took por primera vez la batería como instrumento tal. Como dato, fue el primer disco de la banda que se publicó en los Estados Unidos, puesto que los dos primeros fueron lanzados a principios de la siguiente década.
En agosto de 1969 lanzaron el sencillo «King of the Rumbling Spires» que se posicionó en el puesto 44 en el Reino Unido. Tan solo dos meses después el percusionista Steve Peregrin Took se retiró de la banda, ya que no se sentía cómodo con el sonido que iba adquiriendo Bolan. En su reemplazo entró el también percusionista Mickey Finn con quien lanzaron su cuarto y último trabajo bajo el nombre Tyrannosaurus Rex, el disco A Beard of Stars publicado en 1970, que terminó de definir el sonido que Marc buscaba, acercándose de lleno al estilo que después fue llamado glam rock.

### Elglam rocky el éxito comercial (1970-1973)
Tras el lanzamiento de A Beard of Stars Bolan decidió iniciar una nueva etapa en su carrera, para ello acortó el nombre de Tyrannosaurus Rex a T. Rex; junto a esto también cambió su forma de vestir y su música evolucionó del folk rock a un rock and roll más accesible a las personas. De igual manera acabaron su contrato con Regal Zonophone Records y firmaron con la discográfica Fly Records. 
Con todos los nuevos cambios adquiridos publicaron el primer sencillo bajo el nombre de T. Rex «Ride a White Swan», que se convirtió rápidamente en un hit radiofónico, ya que escaló hasta el puesto 2 de la lista UK Singles Chart, hasta ese entonces la posición más alta para un trabajo de la banda Con el sencillo en lo alto de la lista británica publicaron el álbum T. Rex, donde por primera vez se incluyó a los músicos Howard Kaylan y Mark Volman de The Turtles, aportando voces en algunas canciones. El disco recibió excelentes críticas e incluso entró en el top diez en el país inglés, en el séptimo puesto. Durante ese tiempo, Bolan vio la necesidad de incluir a un bajista y a un baterista, Steve Currie y Bill Legend respectivamente, para así iniciar la gira promocional.
Con Currie y Legend como miembros activos de la banda lanzaron en 1971 dos de sus más exitosos sencillos, por un lado «Hot Love» publicado en febrero y que alcanzó el primer puesto en las listas del Reino Unido y por otro lado, «Get It On» que también entró en las listas de popularidad en el Reino Unido solo unos días después de su lanzamiento en septiembre, y se mantuvo por trece semanas dentro de las listas de popularidad, siendo tres de ellas como número uno. Este exitoso sencillo también fue lanzado en los Estados Unidos como «Bang a Gong (Get It On)» llegando al puesto 10 en dicho país.
En septiembre del mismo año pusieron a la venta el sexto álbum de estudio y a la vez el más famoso de la banda Electric Warrior, que se posicionó en el puesto número 1 en el UK Albums Chart, durante ocho semanas consecutivas y en el puesto 32 en los Billboard 200 del mercado estadounidense. Electric Warrior hasta el día de hoy ha sido considerado el «trabajo que definió el glam rock británico». Durante ese mismo tiempo Marc Bolan inició su personaje T. Rextacy, captando la atención de muchos adolescentes gracias a su enorme sombrero de copa y zapatos de gran superficie. A fines de 1971 y sin la autorización de Marc, el sello Fly Records lanzó el sencillo «Jeepster» que obtuvo excelente recepción en las listas británicas. Sin embargo, esta toma de decisión por parte del sello provocó que Bolan diera por terminado el contrato con Fly Records, lo que motivó al guitarrista a crear su propio sello, T. Rex Wax Co Records, con el cual firmó con la multinacional EMI Music para la distribución de sus siguientes álbumes.

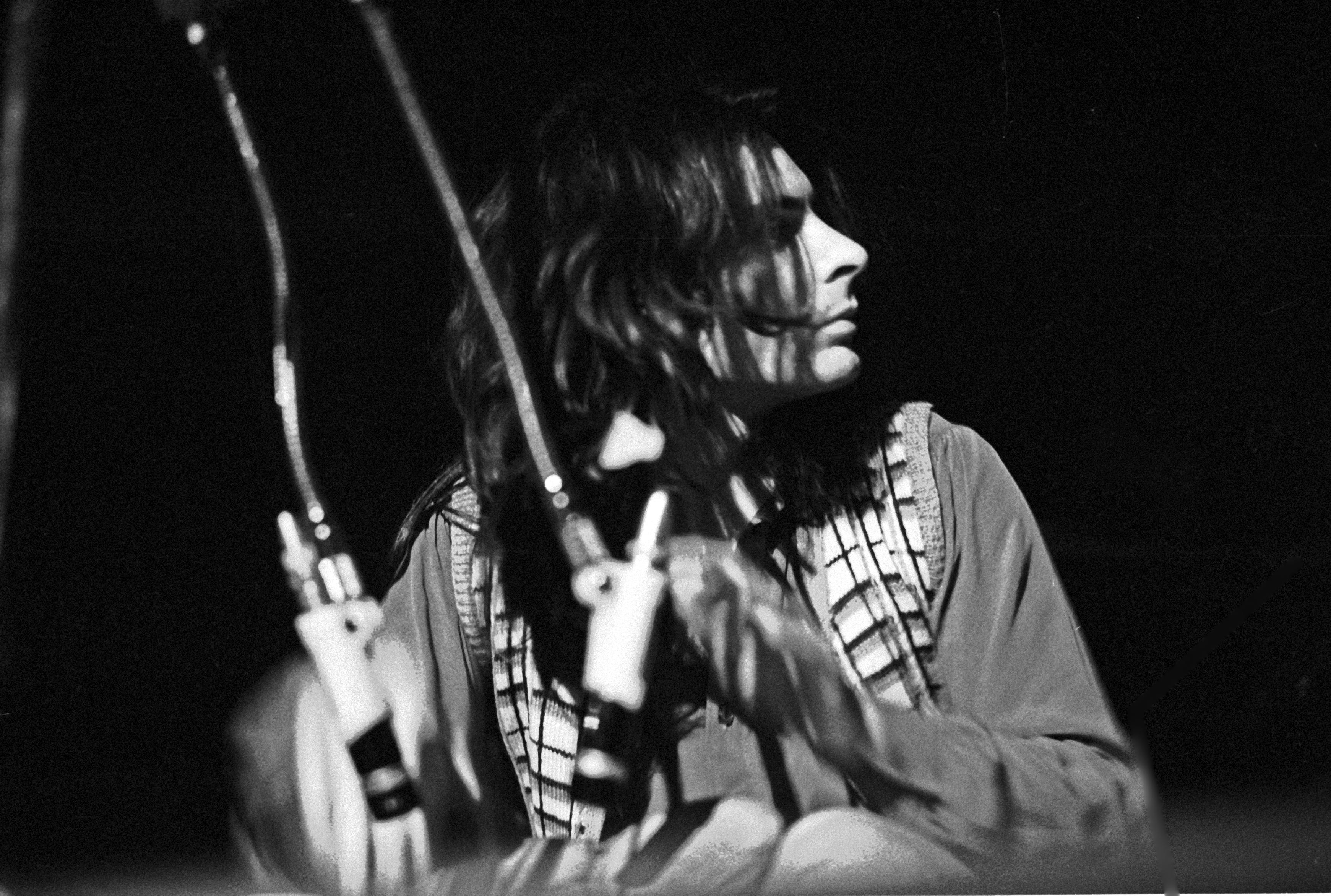
Mickey Finn en febrero de 1973

En marzo de 1972 la banda tocó por dos noches consecutivas en el recinto Empire Pool de Wembley en el Reino Unido, donde fue grabado parte del documental Born to Boogie, dirigido por el baterista y amigo de Marc, Ringo Starr, y lanzado en diciembre del mismo año por el sello Apple Films. El documental además mostraba la historia detrás de T. Rex, y la trexmania alrededor la banda en Gran Bretaña.
Ya en julio de 1972 lanzaron el séptimo disco de estudio The Slider, que se posicionó rápidamente en el cuarto lugar en el Reino Unido y en el puesto 17 en los Estados Unidos. El disco continuó el éxito conseguido con Electric Warrior e incluso lo superó, ya que en solo cuatro días el LP vendió 100 000 copias en los Estados Unidos. De dicho trabajo se extrajeron los sencillos «Telegram Sam» y «Metal Guru», ambos obteniendo el puesto 1 en los UK Singles Chart. Ya a fines del año la banda publicó uno de sus más famosos sencillos «Children of the Revolution», que se posicionó sin problemas en el segundo lugar en las listas del país inglés.
Tras el éxito tanto de los álbumes como de los sencillos en las listas británicas el antiguo sello de T. Rex, Fly Records, aprovechó el momento y lanzó el recopilatorio Bolan Boogie que alcanzó la primera posición en el Reino Unido.

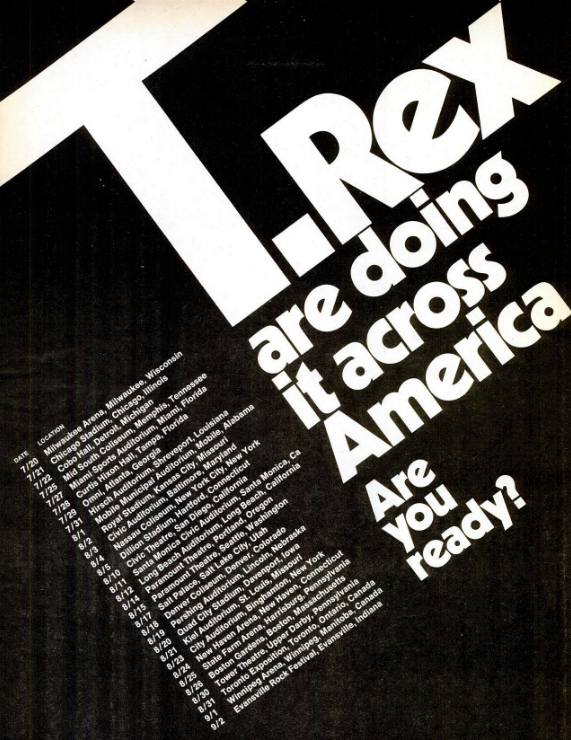
Anuncio de una gira por los Estados Unidos
(Billboard, 11 de agosto de 1973)

En 1973 publicaron los sencillos «20th Century Boy» y «Solid Gold Easy Action», que entraron en los puestos 3 y 2 respectivamente en las listas británicas y que sirvieron de preludio de lo que fue el disco Tanx lanzado en marzo del mismo año. Tanx recibió excelentes críticas alcanzando rápidamente el cuarto lugar en el Reino Unido. Durante ese año Marc decidió agregar más músicos a la banda, entre ellos un coro de mujeres donde estaba la cantante de soul Gloria Jones —conocida por ser la intérprete original de «Tainted Love»— y al guitarrista Jack Green, para aumentar la potencia de los conciertos en vivo. A fines del mismo año publicaron dos nuevos sencillos «Groover» y «Truck On (Tyke)», que entraron en las listas de Reino Unido sin problemas.

### Transición e inicio del declive comercial (1974-1975)
Ya en febrero de 1974 publicaron el sencillo «Teenage Dream», el primero bajo el nombre de Marc Bolan and T. Rex, que se posicionó en el lugar décimo tercero en el país inglés. Tras su lanzamiento el baterista Bill Legend se retiró de la banda y en su reemplazo fue escogido Davey Lutton y por su parte Gloria Jones pasó a ser teclista.

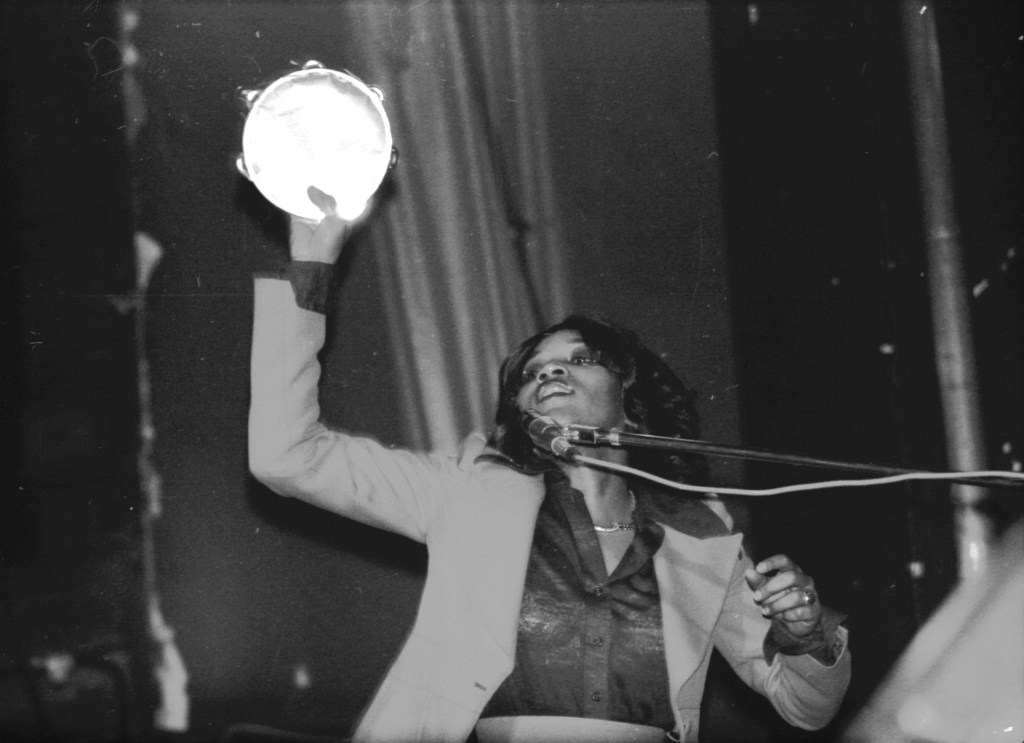
Gloria Jones en vivo junto a la banda en 1976 en Glasgow (Reino Unido)

Dicho sencillo además sirvió de preludio de Zinc Alloy and the Hidden Riders of Tomorrow el último disco producido por Tony Visconti. El disco no alcanzó el top diez como sus predecesores, ocupando solo el lugar duodécimo en el país inglés, lo que inició en cierta manera el declive comercial de la banda en el mercado británico, lo que se vio con más detalles en sus siguientes producciones.
En agosto de 1974 y a través de Casablanca Records publicaron Light of Love solo para los Estados Unidos, que contenía tres canciones de Zinc Alloy and the Hidden Riders of Tomorrow y ocho de su futuro álbum. A pesar de que fue lanzado para promocionar a los ingleses en el mercado estadounidense, no obtuvo el éxito esperado y sus ventas fueron desastrosas, que llevó al sello Casablanca a terminar su contrato con el grupo, convirtiendo a este álbum en el último lanzado en dicho mercado.
Solo tres meses después apareció el nuevo sencillo «Zip Gun Boogie» que solo alcanzó a entrar en el top cuarenta en el Reino Unido y que fue el último trabajo con Mickey Finn y Jack Green, ya que días después de su lanzamiento se retiraron de la banda al mismo tiempo que el teclista Dino Dines se integraba.
En 1975 publicaron su siguiente trabajo de estudio Bolan's Zip Gun, que comprobó la pérdida de popularidad de la banda ya que no entró en las listas de ningún país. Tras esto, Bolan junto a su novia Gloria Jones se retiraron por algunos meses de la escena musical y se trasladaron a Montecarlo en Mónaco, donde comenzó a involucrarse con el alcohol y el exceso de comida.

### El resurgimiento (1976-1977)
En 1975 Bolan volvió a los estudios para grabar el penúltimo disco llamado Futuristic Dragon- lanzado a principios de 1976, que posicionó nuevamente a la banda en las listas de Europa gracias a las buenas críticas y a sus nuevos sencillos «New York City» y «Dreamy Lady», que entraron en los puestos 15 y 30 respectivamente en el Reino Unido. Con una gira por Inglaterra y con presentaciones en distintos programas de televisión como Top of the Pops, su popularidad alcanzó los niveles de antaño. Gracias a esto el sencillo «I Love to Boogie» entró en el top veinte, días después de su publicación, de igual manera los promocionales «London Boys» y «Laser Love» no tuvieron problemas de entrar en las listas británicas.

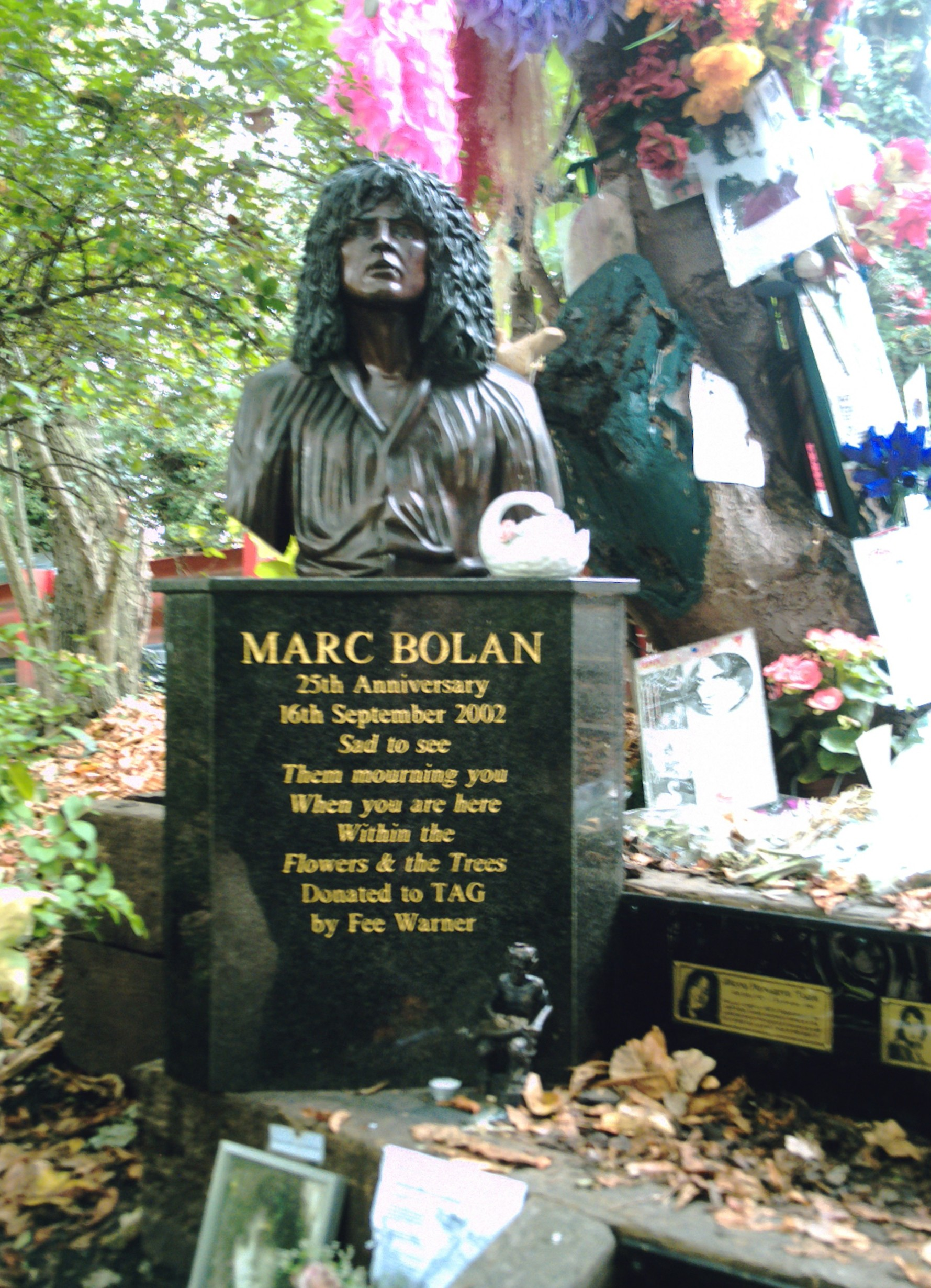
Busto de Marc Bolan ubicado en el Bolan's Rock Shrine, sitio de su muerte

En marzo de 1977 publicaron Dandy in the Underworld el último álbum de estudio de los ingleses, que obtuvo el puesto 26 en el Reino Unido, el más alto desde Zinc Alloy and the Hidden Riders of Tomorrow de 1974. Debido al retorno al éxito de los ingleses el sello RCA Records los contrató para lanzar un nuevo álbum, denominado Jack Daniels; lamentablemente esto nunca ocurrió debido a la muerte de Bolan en septiembre del mismo año.

### Muerte de Marc Bolan y fin de la banda (1977)
En la tarde del 15 de septiembre de 1977 Bolan junto a su novia Gloria Jones ingresaron al restaurante Speakeasy, y tras una cena se trasladaron al club Morton en el centro de Londres. En la madrugada del día 16, la pareja después de consumir alcohol en el recinto estrellaron su vehículo contra un árbol cerca de Gypsy Lane en Queens Ride, Barnes, al suroeste de Londres, a tan solo unas millas de su casa. Jones sufrió heridas de consideración mientras que Bolan, copiloto del vehículo, murió al instante con solo veintinueve años de edad.
En el sitio donde se ubicaba el árbol la organización inglesa de derechos de autor Performing Right Society, instaló una piedra junto a un busto del cantante en su memoria que se denominó Bolan's Rock Shrine; es decir el santuario de rock de Bolan. Con las muertes de Steven Peregrin Took en 1980, Steve Currie en 1981, Mickey Finn en 2003 y Dino Dines en 2004, fue colocada una placa en memoria de los integrantes de la banda como reconocimiento a su trayectoria.
En 2007 y con la celebración de los treinta años de su muerte, la autoridad inglesa de turismo English Tourist Board, reconoció el lugar y lo incluyó en su guía 113 Sites Rock 'n' Roll Importance of England —en español 113 sitios importantes del rock 'n' roll de Inglaterra"— junto al Club Marquee y Abbey Road, entre otros.

## Influencia y herencia
La banda fue influenciada por los primeros cantantes et bandas de rock, principalmente de la década de los cincuenta y los sesenta, como Chuck Berry, Elvis Presley, Eddie Cochran, Little Richard, Bob Dylan, Jimi Hendrix, The Beatles, The Rolling Stones, The Who, entre otras. Bolan también elogió el estilo psicodélico de Syd Barrett, y cómo lo inspiró durante el primer período de la banda.
T. Rex influyó en sus contemporáneos como David Bowie y siguientes artistas como Sweet y Suzi Quatro. Han influenciado otros géneros musicales como punk, post-punk, new wave y rock alternativo, convirtiéndose en uno de los grupos más influyentes en la historia de la música rock.  Bandas ochenteras de hard rock y glam metal como Kiss, Def Leppard, Motley Crüe, Guns N' Roses y Poison también citó a T. Rex como influencia. Otras bandas que han reconocido la influencia del grupo inglés son Patti Smith, Blondie, Siouxsie And The Banshees, U2, Bauhaus, The Smiths, R.E.M., Smashing Pumpkins, Suede y Oasis.

## Miembros
| - Marc Bolan: voz, guitarra líder (1967-1977), fallecido en 1977 - Steve Peregrin Took: percusión (1967-1969), fallecido en 1980 - Mickey Finn: percusión (1969-1975), fallecido en 2003 - Steve Currie: bajo (1970-1976), fallecido en 1981 - Bill Legend: batería (1971-1973) - Howard Kaylan: coros (1970-1972) - Mark Volmann: coros (1970-1972) | - Gloria Jones: teclados y voz (1973-1977) - Jack Green: guitarra rítmica (1973) - Dino Dines: teclados (1973-1977), fallecido en 2004 - Davy Lutton: batería (1973-1976) - Herbie Flowers: bajo (1976-1977) - Tony Newman: batería (1976-1977) |

## Discografía
Como Tyrannosaurus Rex:
- 1968: My People Were Fair and Had Sky in Their Hair... But Now They're Content to Wear Stars on Their Brows
- 1968: Prophets, Seers & Sages: The Angels of the Ages
- 1969: Unicorn
- 1970: A Beard of Stars

Como T. Rex:
- 1970: T. Rex
- 1971: Electric Warrior
- 1972: The Slider
- 1973: Tanx
- 1974: Zinc Alloy and the Hidden Riders of Tomorrow
- 1974: Light of Love
- 1975: Bolan's Zip Gun
- 1976: Futuristic Dragon
- 1977: Dandy in the Underworld